# NGC 6052-2
NGC 6052-2 في الفهرس العام الجديد، هي مجرة، تقع في كوكبة الجاثي. اكتشفت في 11 يونيو 1784 بواسطة ويليام هيرشل.

## روابط خارجية
- NGC 6052-2 على موقع ويكي سكاي: DSS2, SDSS, GALEX, IRAS, Hydrogen α, X-Ray, Astrophoto, Sky Map, Articles and images